# Herma

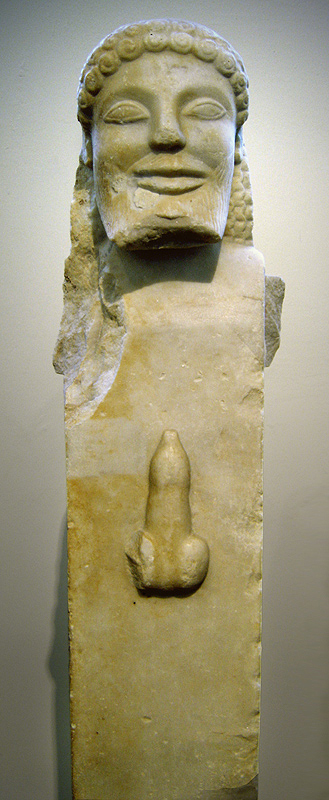
Bůh Hermés (Národní muzeum Athény, 6. stol. př. n. l.)

Herma (řec.) nebo hermovka je původně hlava boha Herma (odtud její název) na čtyřhranném sloupu, později i jiná socha či výzdobný prvek architektury, který zobrazuje postavu přecházející ve spodní části do pravoúhlého tvaru.
U starých herm mohl tvar představovat falický symbol a na přední stěně sloupu je ještě penis, neboť Hermés byl bohem štěstí a plodnosti. Takové sochy se stavěly podél cest, protože Hermés byl také ochránce cestujících. Byly velmi rozšířené a vyskytují se nejen v Řecku, ale také v dnešní Sýrii a v celém východním Středomoří. Malé hliněné hermy se patrně stavěly v domech na ochranu majetku.
Hermova penisu se lidé dotýkali a mazali jej olejem, aby si zajistili jeho ochranu a přízeň. Odtud pochází dnes opět běžná pověra, rozšířená zejména mezi turisty, kteří se dotýkají nosů nebo palců soch, například na Karlově mostě v Praze, v chrámu svatého Petra v Římě, ale také sochy Johna Harvarda v kampusu Harvardovy univerzity.
Roku 415 př. n. l. za Peloponéské války, v noci než se řecké loďstvo vydalo na výpravu na Sicílii, kdosi vandalsky poničil všechny hermy v Athénách. Tento rouhavý čin vyvolal obecné zděšení a podezření padlo na Alkibiada, který je odmítl a nabídl, že se vydá soudu. Athéňané však nechtěli výpravu zdržovat, v Alkibiadově nepřítomnosti jej však za domnělé zhanobení herm odsoudili k smrti.
Později hermy ztratily svůj původně náboženský význam a stavěly se i na počest politiků, umělců a filosofů. Na obrázku dole je herma s ženskou hlavou, domnělý portrét básnířky Sapfó, původně z 5. století př. n. l.
V renesanci herma ožila a v celém novověku se stala běžným architektonickým prvkem, polosloupem s bustou, případně sloužila i jako karyatida, opěrný prvek.

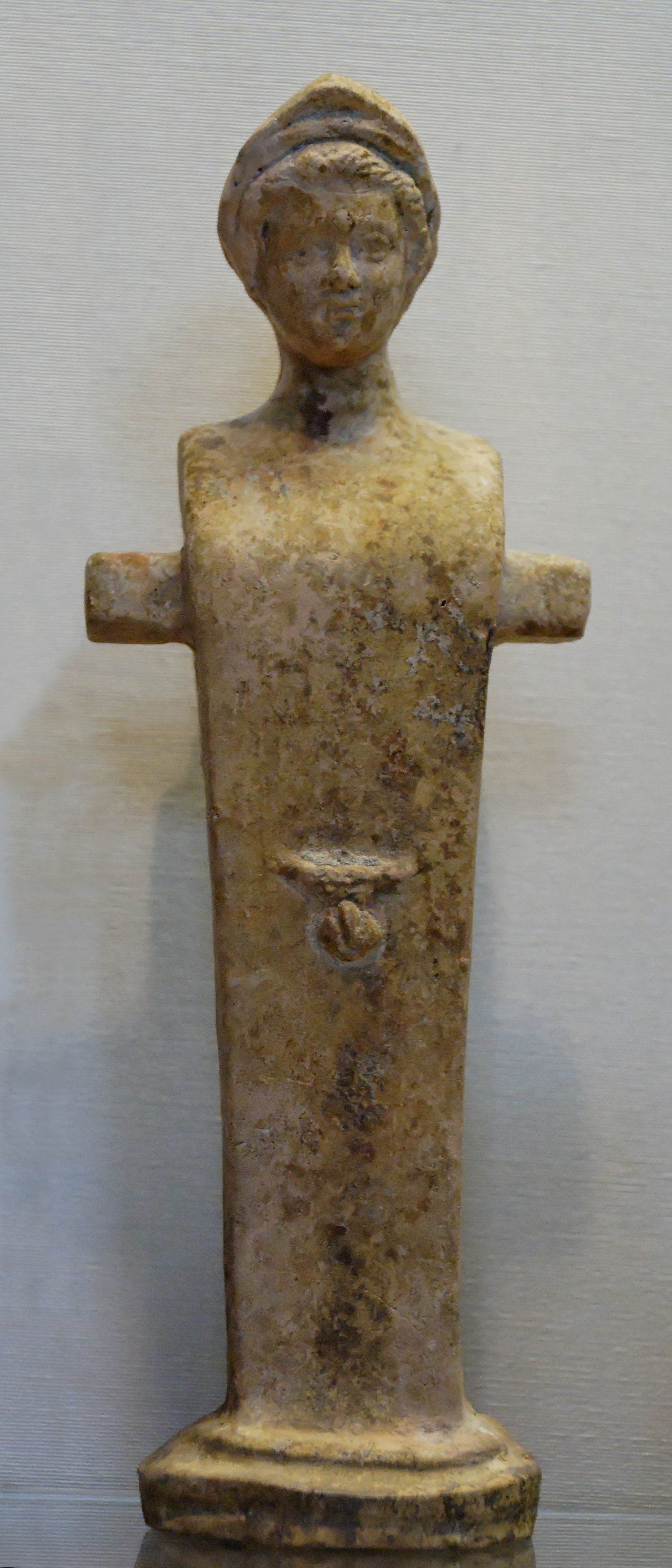
Hliněná herma (Sýrie, 3. stol. př. n. l.)
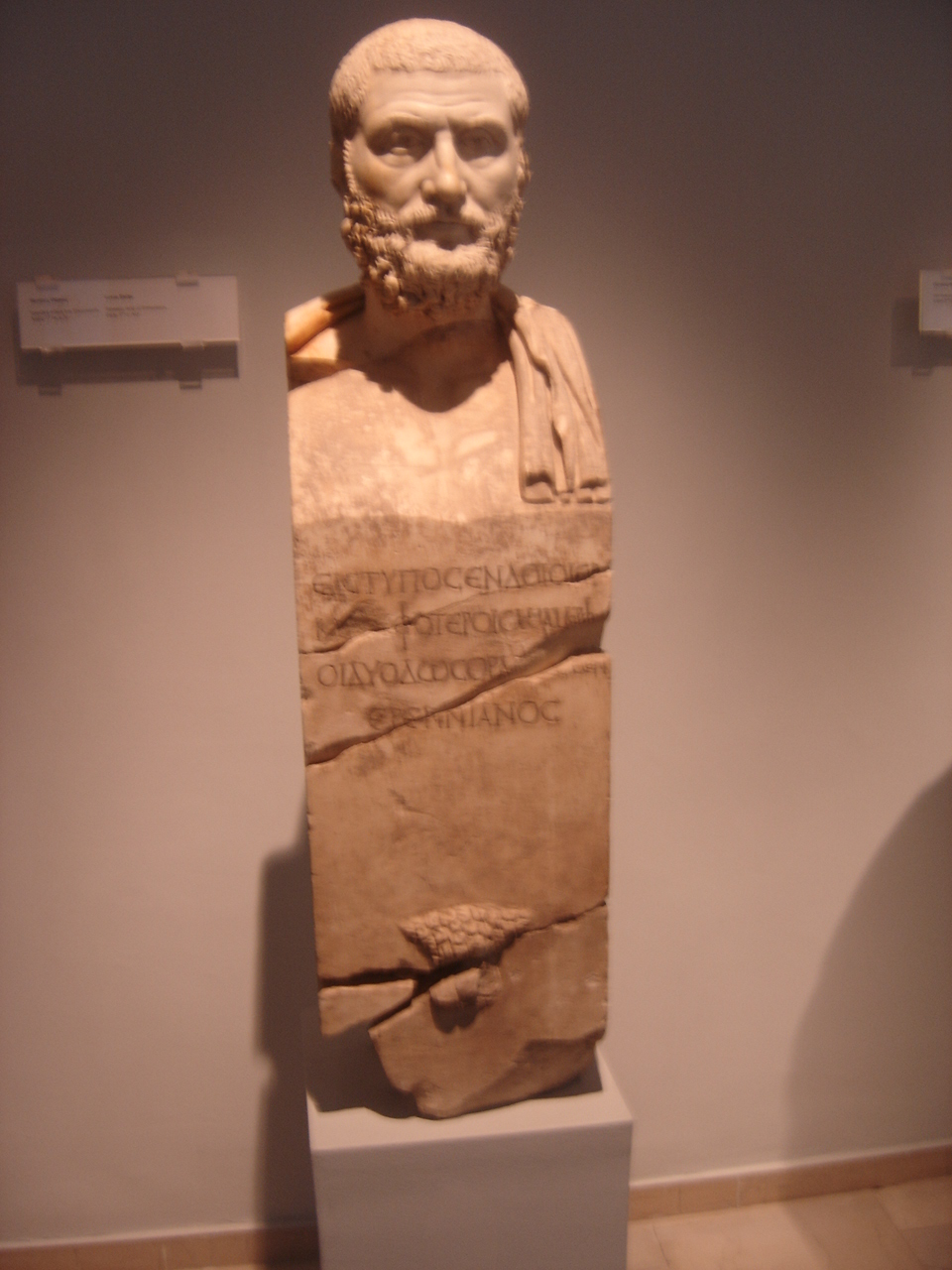
Herma filosofa
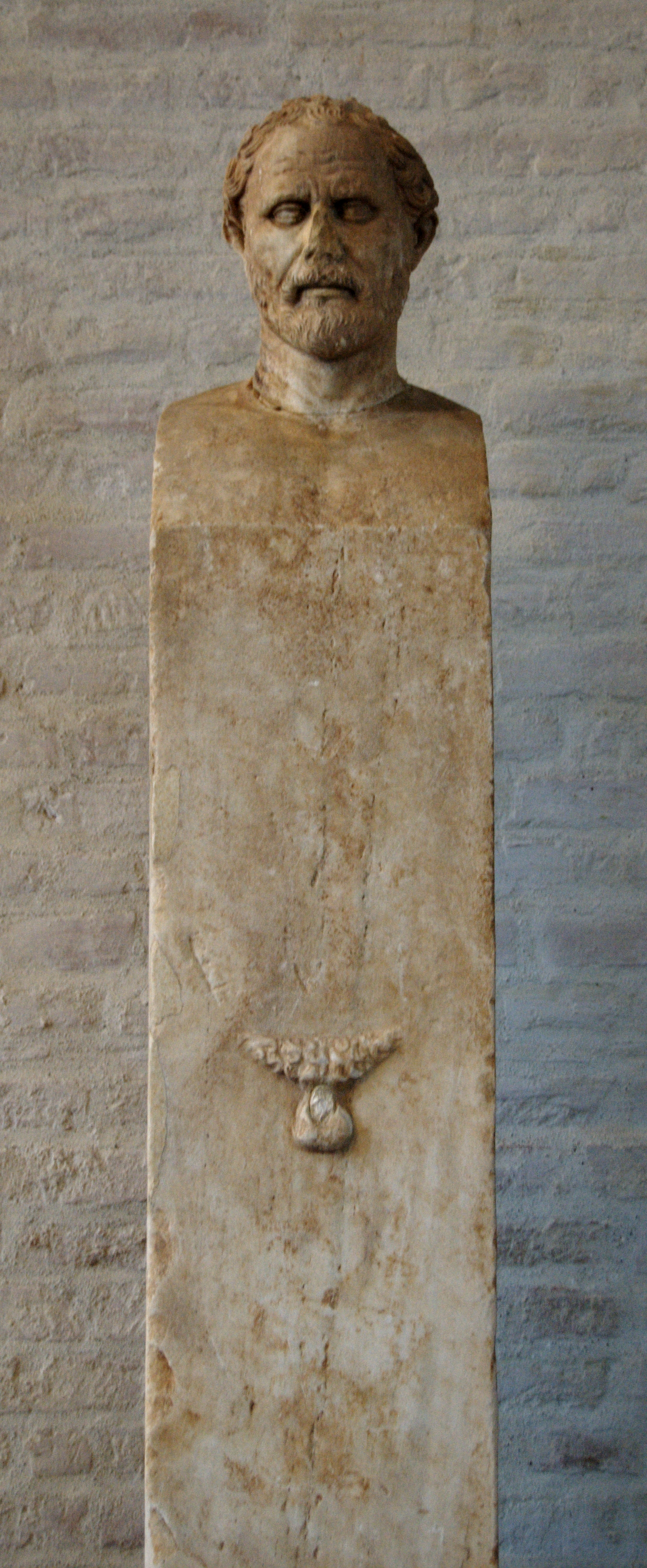
Herma Démosthéna
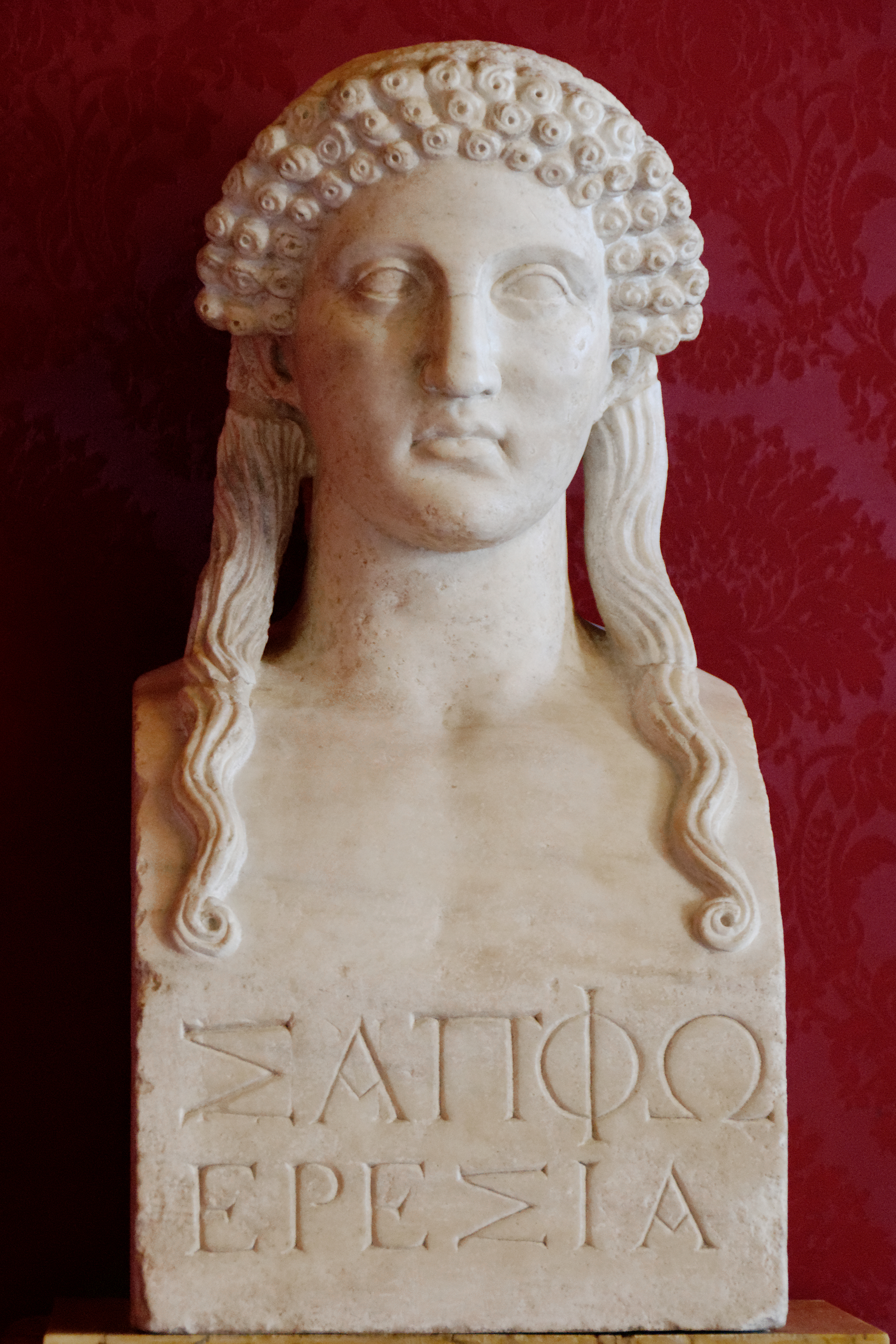
“Sapfó“ (5. stol. př. n. l.)